# Behzad Ghorbani
Behzad Ghorbani (* 26. März 1971 in Teheran) ist ein iranischer Zoologe. Er ist Absolvent der Universität Teheran und der Schahid-Beheschti-Universität. Als erster iranischer Spezialist für Strudelwürmer entdeckte er 1997 zwei bislang unbekannte Arten, Dugesia iranica und Dugesia persica, die im Fluss Karadsch gefunden wurden.